# 모두 함께~ 타코롱
《모두 함께~ 타코롱》(일본어: たころん を編集中)은 사이버프론트코리아가 개발한 Wii용 게임 소프트웨어이다.